# Anātman
(Dhammapada)
La dottrina dell'anātman (sanscrito, anattā, pāli) è propria del Buddismo, e afferma l'inesistenza dell'ātman, cioè di un io individuale permanente e viene annoverata tra i Tre Segni dell'Esistenza.

## Interpretazioni
Si tratta di una concezione che ha dato origine a interpretazioni molto varie all'interno delle diverse tradizioni buddiste.
Anātman è una parola composta dal prefisso privativo a e dal termine atman, traducibile come "sé", "personalità individuale", "anima". Per questo nel buddismo non è corretto parlare di reincarnazione come si fa normalmente nell'induismo, ma di rinascita, piuttosto.

Non si dovrebbe tradurre questo termine essenziale per la filosofia buddista con "persona", giacché il Buddha negò il Sé, l'anima imperitura, la personalità, non la persona. Negli insegnamenti canonici tuttavia è dettagliata la scomposizione della personalità nei cinque costituenti individuali, gli skhanda (sans., khandha, pāli).
Parrebbe una contraddizione affermare prima l'inesistenza intrinseca di un ente di cui poi sono elencati i costituenti.  Ma va tenuto conto del fatto che il Buddha non intese negare la persona, spesso denominata nāma-rūpa, ossia l'insieme del corpo fisico che si manifesta ai sensi (rūpa, lett. "forma") e dei suoi attributi mentali e concettuali (nāma, letteralmente "nome"), bensì volle ricondurre lo sguardo dei discepoli su quello che egli riteneva fosse il Sé: un insieme costituito di elementi che nella loro simultaneità di attività e di interazione tra elementi interdipendenti facilmente danno l'illusione che esista un Sé assoluto, permanente, individuale e capace di sopravvivere la cessazione del corpo.

Anche nel buddismo, come in altre religioni e filosofie indiane, si parla di due livelli di realtà: la realtà convenzionale e la realtà ultima o superiore o quella delle cose così come realmente sono. A livello convenzionale si può parlare di individui, di Sé come di entità separate che si rapportano al mondo fenomenico con pronomi personali e possessivi quali "io" e "mio". Ma un po' come la biologia e la chimica ci dicono che siamo composti da entità in equilibrio dinamico e mutevoli, come i tessuti, le cellule, le molecole, gli atomi e così via, anche nella filosofia buddista la persona è composta da elementi chiamati skhanda che a loro volta sono divisibili nei dharma (sans., dhamma, pāli), i costituenti elementari del mondo sensibile. La differenza tra il microscopio del chimico e lo sguardo del Buddha è che quest'ultimo osserva e scompone i fenomeni sulla base del loro impatto sulla psicologia, sulla capacità cognitiva o sulla mentalità dell'individuo. Quando nel buddismo si parla di Io, Sé e ego, non abbiamo però a che fare con concetti della odierna psicologia.

Come scrive lo Schumann, la dottrina
dell'anatman non fa la sua comparsa nel primo insegnamento del Buddha ai cinque asceti di Uruvela, per cui sarebbe il frutto di una successiva elaborazione ed approfondimento della sua esperienza mistica e comprensione del reale.
Compare invece nell'Anattalakkhana Sutta (pāli, Anātmalakṣaṇa Sūtra, sans.), il "discorso sui contrassegni del non-Sé", dove il Buddha afferma che i cinque aggregati psicofisici della persona non sono il Sé perché composti e impermanenti. Questo non è la stessa cosa che dire che non esista, ma il Maestro è riportato considerasse il Sé come il prodotto di un processo di attaccamento o di visione scarsamente profonda. Sicuramente, come per tutti gli altri aspetti della sua dottrina, il suo silenzio riguardo ai più intimi dettagli di questa concezione era dovuto sia alla sua volontà di evitare di incoraggiare speculazioni metafisiche, che al voler piuttosto invitare i suoi discepoli a spingere la propria investigazione penetrando il problema fino alla sua radice, giungendo alla retta conoscenza grazie all'esperienza diretta ottenuta con una pratica soltanto orientata, ma non dettata, dagli insegnamenti del Maestro.

In sostanza il Buddha volle rilevare che quello che sembra il Sé è solo brama, attaccamento e illusione. La liberazione passa per il non attaccamento, per l'abbandono del Sé, ma non della persona. Se qualcosa passibile di essere detto un Sé si ritiene debba esistere, ciò potrebbe essere soltanto qualcosa che rimanga dell'identità della persona una volta sradicato l'attaccamento a tutto quanto è volgarmente detto il proprio "Sé".